# Uarini (ort)
Uarini är en ort i delstaten Amazonas i nordvästra Brasilien. Den är huvudort i en kommun med samma namn och folkmängden uppgick till cirka 7 000 invånare vid folkräkningen 2010. Orten är belägen nära där Uarinifloden mynnar ut i Amazonfloden.